# 2008年夏季殘疾人奧林匹克運動會安哥拉代表團
2008年夏季殘疾人奧林匹克運動會安哥拉代表團於2008年9月6日至17日參加在中國北京舉行的第13屆殘疾人奧運會。
安哥拉在本屆殘奧會派出6名運動員出戰田徑一個項目。

## 獎牌榜
| 奖牌 | 运动员      | 项目 | 赛事           |
| ---- | ----------- | ---- | -------------- |
| 銀牌 | 若泽·阿曼多 | 田徑 | 男子100米T11級 |
| 銀牌 | 若泽·阿曼多 | 田徑 | 男子200米T11級 |
| 銀牌 | 若泽·阿曼多 | 田徑 | 男子400米T11級 |

## 參賽項目

### 田徑
男子
- 多明戈斯·塞巴斯蒂昂
 - 男子200米T46級，男子100米T46級
- 奥克塔维奥·多斯·桑托斯
 - 男子100米T11級，男子400米T11級，男子200米T11級
- 米格尔·弗朗西斯科
 - 男子100米T11級，男子200米T11級
- 若阿金·曼努埃尔
 - 男子100米T12級，男子200米T12級
- 若泽·阿曼多
 - 男子100米T11級，男子400米T11級，男子200米T11級

女子
- 埃瓦利娜·亚历山大
 - 女子100米T12級，女子400米T12級，女子200米T12級